# Sabatia
Genre
Sabatia est un genre de mollusques gastéropodes de la famille Scaphandridae. Son espèce type, Sabatia isseli, est la seule espèce fossile de ce genre. Les autres espèces sont marines.

## Systématique
Alors que pour le WoRMS ce taxon est à attribuer à Luigi Bellardi en 1877, pour d'autres sources (telles que l’ITIS) il devrait l'être à Michel Adanson en 1763.

## Liste d'espèces
Selon Catalogue of Life (11 février 2021) :
- Sabatia isseli Bellardi, 1877 † - espèce type
- Sabatia nivea (Watson, 1883)
- Sabatia pustulosa Dall, 1895
- Sabatia pyriformis Valdés, 2008